# Gedved
Gedved é um município da Dinamarca, localizado na região sudeste, no condado de Vejle.
O município tem uma área de 151,44 km² e uma população de 10 215 habitantes, segundo o censo de 2005.